# Salem (Virginia)
Salem (oficialmente: City of Salem) es una de las 39 ciudades independientes del estado estadounidense de Virginia. En el censo de 2000 la ciudad tenía una población de 24.747 habitantes. Forma parte del área metropolitana de Roanoke. El Roanoke College se encuentra dentro de la ciudad. Salem ha albergado el Stagg Bowl desde 1993.

## Geografía
Salem se localiza en las coordenadas 37°17′12″N 80°3′21″O / 37.28667, -80.05583. Según la Oficina del Censo de los Estados Unidos, la ciudad tiene un área de 37,8 km², de los cuales todos corresponden a terreno seco.

## Demografía
Según el censo de 2000, había 24.747 personas, 9.954 hogares y 6.539 familias en la ciudad. La densidad de población era 654,9 hab/km². Había 10.403 viviendas para una densidad promedio de 275,3 por kilómetro cuadrado. La demografía de la ciudad era de 91,88% blancos, 5,88% afroamericanos, 0,13% amerindios, 0,97% asiáticos, 0,02% isleños del Pacífico, 0,25% de otras razas y 0,86% de dos o más razas. 0,83% de la población era de origen hispano o latino de cualquier raza.
Se censaron 9.954 hogares, de los cuales el 28,2% tenían niños menores de 18 años, el 50,9% eran parejas casadas viviendo juntos, el 11,5% tenían una mujer como cabeza del hogar sin marido presente y el 34,3% eran hogares no familiares. El 29,0% de los hogares estaban formados por un solo miembro y el 12,2% tenían a un mayor de 65 años viviendo solo. La cantidad de miembros promedio por hogar era de 2,32 y el tamaño promedio de familia era de 2,84 miembros.
En la ciudad la población estaba distribuida en: 20,9% menores de 18 años, 11,7% entre 18 y 24, 26,7% entre 25 y 44, 24,0% entre 45 y 64 y 16,8% tenían 65 o más años. La edad media fue 39 años. Por cada 100 mujeres había 89,3 varones. Por cada 100 mujeres mayores de 18 años había 85,5 varones.
El ingreso medio para un hogar en la ciudad fue de $38.997 y el ingreso medio para una familia $47.174. Los hombres tuvieron un ingreso promedio de $32.472 contra $23.193 de las mujeres. El ingreso per cápita de la ciudad fue de $20.091. Cerca de 4,3% de las familias y 6,7% de la población estaban por debajo de la línea de pobreza, 7,0% de los cuales eran menores de 18 años y 8,1% mayores de 65.